# 中沢利洋
中沢 利洋（なかざわ としひろ）は、ShoPro所属のアニメーションプロデューサー。同社元取締役。

## 来歴・人物
1989年、小学館プロダクション(現・小学館集英社プロダクション) 入社。
アニメ・映像制作の責任者としてアニメ制作事業の立ち上げや、おはスタの初代プロデューサーを担当した。
シナジーSP共同代表、小学館ミュージック＆デジタルエンタテイメント 常務取締役、小学館集英社プロダクション ドラえもん事業担当、藤子・F・不二雄プロ 取締役、小学館集英社プロダクション 取締役を経て、2023年8月に株式会社Candee代表取締役会長、2024年3月代表取締役社長に就任した。

## 担当作品
1991年
- 炎の闘球児 ドッジ弾平　プロデューサー補

1993年
- 剣勇伝説ＹＡＩＢＡ　プロデューサー

1995年
- モジャ公　プロデューサー

1996年
- 爆走兄弟レッツ＆ゴー!!　プロデューサー
- バケツでごはん　プロデューサー

1997年
- おはスタ　プロデューサー
- 爆走兄弟レッツ＆ゴー!! ＷＧＰ　プロデューサー
- ミニ四ファイター超速プロジェクト　スイッチ・オン　プロデューサー
- 爆走兄弟レッツ＆ゴー!! ＷＧＰ　～暴走ミニ四駆大追跡～　プロデューサー

1998年
- 超速スピナー　プロデューサー

1999年
- スージーちゃんとマービー  プロデューサー
- 機獣新世紀ゾイド　プロデューサー

2001年
- ゾイド新世紀／ゼロ　プロデューサー

2003年
- ロックマンエグゼ　AXESS　スーパーバイザー

2004年
- ゾイドフューザーズ　プロデューサー
- ロックマンエグゼＳｔｒｅａｍ　スーパーバイザー

2005年
- ロックマンエグゼＢＥＡＳＴ　スーパーバイザー
- 機獣創世記 ゾイドジェネシス　プロデューサー
- 劇場版デュエル・マスターズ　闇の城の魔龍凰　エグゼクティブプロデューサー
- 劇場版ロックマンエグゼ　光と闇の遺産　エグゼクティブプロデューサー

2006年
- きらりん☆レボリューション 　企画

2007年
- ハヤテのごとく! 　企画
- トレジャーガウスト　プロデューサー

2008年
- ペンギンの問題　スーパーバイザー
- 絶対可憐チルドレン 企画
- 劇場版 MAJOR　メジャー　友情の一球　エグゼクティブプロデューサー
- デュエル・マスターズ クロス　スーパーバイザー

2009年
- クロスゲーム　企画
- 極上!!めちゃモテ委員長　企画
- ハヤテのごとく!!　企画

2010年
- 極上!!めちゃモテ委員長　セカンドコレクション　企画
- デュエル・マスターズ クロスショック　スーパーバイザー
- ケシカスくん　スーパーバイザー

2011年
- ちび☆デビ！　企画
- 名探偵コナン 沈黙の15分　製作委員会

2014年
- STAND BY ME ドラえもん　アソシエイトプロデューサー
- 映画ドラえもん 新・のび太の大魔境 〜ペコと5人の探検隊〜　製作委員会

2015年
- 映画ドラえもん のび太の宇宙英雄記　製作委員会

2017年
- 映画ドラえもん のび太の南極カチコチ大冒険　製作委員会

2018年
- 映画ドラえもん のび太の宝島　製作委員会

2020年
- STAND BY ME ドラえもん２ 　製作